# یون سونگ-می
یون سونگ-می (کره‌ای: 윤송미؛ زادهٔ ۲۸ ژانویهٔ ۱۹۹۲) بازیکن فوتبال زن اهل کره شمالی است.
وی همچنین در تیم ملی فوتبال زنان کره شمالی بازی کرده است.